# Olszanka Mała (obwód grodzieński)
Olszanka Mała (biał. Малая Альшанка, ros. Малая Ольшанка) – wieś na Białorusi, w obwodzie grodzieńskim, w rejonie grodzieńskim, w sielsowiecie Kopciówka. Sąsiaduje z Grodnem.
W dwudziestoleciu międzywojennym wieś leżała w Polsce, w województwie białostockim, w powiecie grodzieńskim, w gminie Hornica.
Według Powszechnego Spisu Ludności z 1921 roku wieś zamieszkiwało 147 osób, 79 było wyznania rzymskokatolickiego, 68 prawosławnego. Jednocześnie 82 mieszkańców zadeklarował polską przynależność narodową, a 65 białoruską. Było tu 25 budynków mieszkalnych.
21 lipca 1925 wojewoda białostocki Marian Rembowski ogłosił, że dokonał zmiany nazwy osady „Mała Olszanka” gminy hornickiej na „Lechnówka” na podstawie zgody udzielonej przez Ministerstwo Spraw Wewnętrznych reskryptem nr A. O. 327 z 25 czerwca 1927.
W Lechnówce otrzymali działki osadnicy wojskowi:
1. kpr. Feliks Czuczeło, między 11 a 15 maja 1940 został zamordowany w Kalininie[4],
2. plut. rez. Julian Czuczeło, kawaler Virtuti Militari, w lutym 1940 deportowany do obwodu irkuckiego, od marca 1942 do września 1944 na zesłaniu w Kraju Krasnojarskim[4],
3. st. szer. Bolesław Szoserbowicz (Szczerbowicz),
4. kpr. rez. Jan Bartoszewicz,
5. kpr. Kazimierz Sienkiewicz,
6. st. uł. Stefan Sienkiewicz,
7. kpr. Aleksander Zamana.